# اینو کایلا
اینو کایلا (انگلیسی: Eino Kaila; ۹ اوت ۱۸۹۰ – ۳۱ ژوئیهٔ ۱۹۵۸) فیلسوف، و روان‌شناس اهل فنلاند بود.